# Sine Skałki
Die Sine Skałki (deutsch: Blaue Steine; schlesisch Blooe Steene) sind ein 1122 m hoher Berg im schlesischen Teil des Isergebirges in Polen. Die Sine Skałki sind der zweithöchste Berg des Isergebirges im Massiv Zielona Kopa des Hohen Iserkamms in der Gemeinde Mirsk. Der Gipfel liegt ca. zwei km südöstlich des Passes Rozdroże Izerskie. 

## Beschreibung
Der Gipfel ist fast vollständig mit Nadelwald bewachsen. Er liegt unweit des höchsten Bergs des Isergebirges, der Wysoka Kopa. Südlich befinden sich die Złote Jamy. Seine Hänge fallen relativ steil herab und speisen mit seinen Nebenbächen die Iser und der Queis. Über den Gipfel führt der Sudeten-Hauptwanderweg.